# ラジ四駆
ラジ四駆（ラジよんく）とはタミヤから発売されていたミニ四駆の派生版のことである。
現在は販売されていない。

## 概説
ミニ四駆と基本的に構造が変わらず単三電池2本を動力源とする
シャーシ名はTR-1となっている
スイッチはミニ四駆のVSシャーシのものに似ている
ミニ四駆と違いラジオコントロールにより加減速することができる
詳しくは明記されてないがタミヤのミニ四駆公式大会にも参加することができる。

## 機構
シャーシ
TR-1シャーシを使用する。
電池
単三電池2本を使用する。
ギヤ・モーター

シャフト
オンロードタイプのミニ四駆と互換性がある。